# Anopheles argyropus
Anopheles argyropus är en tvåvingeart som först beskrevs av Swellengrebel 1914.  Anopheles argyropus ingår i släktet Anopheles och familjen stickmyggor. Inga underarter finns listade i Catalogue of Life.